# Daucus elegans
Daucus elegans är en växtart i släktet morötter (Daucus) och familjen flockblommiga växter. Arten beskrevs först av Philip Barker Webb och Carl August Bolle som Cryptotaenia elegans, och fick sitt nu gällande namn av Spalik, Banasiak & Reduron 2016.
Daucus elegans är endemisk på Kanarieöarna.